# Semen Polonskyj
Semen Issaakowytsch Polonskyj (ukrainisch Семен Ісаакович Полонський; russisch Семён Исаакович Полонский, Semjon Issaakowitsch Polonski; * 30. April 1933 in Tscherkassy, Ukrainische SSR, Sowjetunion; † 20. Juli 2020 in Toronto, Kanada) war ein ukrainischer Handballspieler und Handballtrainer, der auch die kanadische Staatsbürgerschaft besaß.

## Leben
Semen Issaakowytsch Polonskyj, seit seiner Kindheit auch Semen Iwanowytsch genannt, zog mit seiner Familie beim Ausbruch des Krieges in der Ukraine 1941 mit seiner Familie in den Osten der Sowjetunion. Sein Vater meldete sich 1943 zur Armee und starb 1944 an der Front. Bereits als Kind traf er den sieben Jahre jüngeren späteren sowjetischen Nationaltrainer Anatolyj Ewtuschenko. Nach dem Krieg kehrte die Familie in die Heimat zurück. Polonskyj arbeitete bereits im Alter von 14 Jahren als Klempner. Nebenbei spielte er Fußball, später Basketball. Der Vorsitzende des Sportkomitees von Tscherkassy spielte selbst Handball und lud die Basketballer zum Training ein. Schon mit 19 Jahren arbeitete Polonskyj in Tscherkassy als Spielertrainer. Sein jüngerer Bruder Jefim wurde 1957/58 Meister der UdSSR im Feldhandball mit dem Militärbezirk Odessa.
Gemeinsam zogen sie 1958 nach Saporischschja. Dort reparierte er Dächer und spielte Basketball für das Team Stroitel. Er bekam im Regionalrat von Saporischschja eine Stelle als Direktor der Sportanlage der Stiftung Saporoschaljumynstroy (ZAS). Dort stellte der Spielertrainer, der auch eine Einladung zum Training der sowjetischen Nationalmannschaft erhielt, eine Mannschaft mit Spielern von der Straße zusammen, die die Stadtmeisterschaft gewann. Mit ZAS wurde er 1962 Sechster der ersten sowjetischen Meisterschaft sowie 1963 und 1964 Zweiter.
Diese Spieler folgten ihm zum Metallurgischen Institut Saporischschja (SMetI), mit dessen Hilfe er 1966 den Handballverein SMetI Saporischschja mitbegründete, der später als Saporischschja Industrielles Institut (SII) mehrere Medaillen in der sowjetischen Meisterschaft gewann und nach dem Zusammenbruch der Sowjetunion in ZTR umfirmiert wurde. Bereits 1969 gewann SMetI die ukrainische Meisterschaft und durfte an der Unionsmeisterschaft teilnehmen.
Während der zwanzigjährigen Laufbahn Polonskyjs erreichte Saporischschja im Jahr 1971 den zweiten Platz und in den Jahren 1972, 1974, 1975, 1982, 1983 und 1984 den dritten Platz. Die Mannschaft gewann den IHF-Pokal 1982/83. In der Spielzeit 1984/85 stand sie erneut im Finale. Zum Hinspiel beim HC Minaur Baia Mare durfte Trainer Polonskyj nicht nach Rumänien reisen, da er während seiner Reisen nach Zentralasien – er war nur zweimal mit der Mannschaft in Taschkent – „den Koran verbreitet hätte“. Spielmacher Leonid Berenstein war nach einer Schlägerei während der Auswärtsfahrt in Alicante ebenfalls gesperrt. Insgesamt vierzehnmal wurden Polonskyj Auswärtsreisen in kapitalistische Länder verweigert. Parallel zu den Finalspielen bereitete er die sowjetische Studentenauswahl auf die Handball-Studentenweltmeisterschaft vor, bei der sie den zweiten Platz belegte.
Ihm gelang es, zahlreiche sowjetische Nationalspieler hervorzubringen, so unter anderem die fünf Olympiasieger von 1976 Serhij Kuschnirjuk, Oleksandr Rjesanow, Mychajlo Ischtschenko, Jurij Lahutyn und Mykola Tomin, den Weltmeister von 1982 Oleksandr Schypenko, Oleksandr Sokil und Nikolai Schukow. Im Jahr 1976 erhielt er für den Olympiasieg seiner Spieler die Auszeichnung Verdienter Trainer der UdSSR.
Bei den Olympischen Spielen 1972 war Polonskyj als Teil der sowjetischen Delegation in München. Beim Münchner Olympia-Attentat starb mit dem Ringer Mark Slavin der Sohn eines Freundes. Die sowjetische Handballnationalmannschaft unterlag am nächsten Tag im Halbfinale der Tschechoslowakei. Zwei Wochen danach besiegte die von ihm trainierte zweite Auswahl der UdSSR die Tschechoslowakei mit fünf Toren.
Unter seiner Leitung gewann die ukrainische Nationalmannschaft zweimal die Völker-Spartakiade. 1986 sollte er die Mannschaft in Kiew auf die Völker-Spartakiade 1987 vorbereiten, aber am Tag seiner Ankunft geschah die Nuklearkatastrophe von Tschernobyl.
Nach dem Zerwürfnis mit seinem langjährigen Freund und Nationaltrainer Jewtuschenko vor den Olympischen Spielen 1980, begann eine jahrelange Fehde zwischen beiden, die mit dem Rauswurf Polonskyjs bei SII endete. Für eineinhalb Jahre übernahm er die Frauenmannschaft Rostselmasch Rostow. 1987 kehrte er zu SII zurück, mit dem er 1988 die Meisterschaft der Gewerkschaftsmannschaften gewann und den siebten Platz in der sowjetischen Meisterschaft belegte. Im Anschluss kam es zum endgültigen Bruch mit der Funktionärsebene, wodurch er nicht einmal als Kinder- und Jugendtrainer arbeiten durfte.
Nach einem Jahr Arbeitslosigkeit erhielt er ein Angebot vom polnischen Verband. Daraufhin veranlasste der spätere Präsident des sowjetischen Handballverbandes, Alexander Koschuchow, dass die Polen monatlich zweitausend Rubel nach Moskau schicken sollten, was diese verweigerten. Damit war diese Tätigkeit für ihn beendet. Dafür fand er eine Anstellung beim polnischen Verein Miedź Legnica, wo auch Torhüter Schukow spielte. Mit diesem stieg er in die erste polnische Liga auf. Von dort wechselte er zu Stal Mielec. Nachdem der Verein seine Arbeitsbedingungen nicht erfüllt hatte, wurde er über die Vermittlung eines israelischen Schiedsrichters Trainer des israelischen Klubs Maccabi Netanja. Nachdem er dessen Jugendmannschaft zur Meisterschaft geführt hatte, wurde er Ehrenbürger der Stadt. 1992 und 1998 erhielt er das Angebot Nationaltrainer der Ukraine zu werden. Beim ersten Mal sagte er aus Treue zum israelischen Verein ab, beim zweiten Angebot, nachdem sein Freund, der ehemalige Präsident des ukrainischen Handballverbandes, Wadym Petrowytsch Hetman, der den Prozess leiten sollte, einen Monat nach dem ersten Gespräch getötet worden war.
Mit seiner Frau, seinem Sohn und seiner Adoptivtochter wanderte Polonskyj um die Jahrtausendwende zuerst nach Montreal, dann nach Toronto aus. Dort arbeitete er wieder als Klempner sowie als Basketballtrainer für Kinder.